# Metropolitan Life North Building
Le Metropolitan Life North Building, maintenant nommé Eleven Madison, est un gratte-ciel de 30 étages de style art déco sur Madison Square Park à Manhattan, New York, au 11-25 Madison Avenue. Le bâtiment est bordé par l'Est 24th Street, Madison Avenue, East 25th Street et Park Avenue South, et est relié par une passerelle surélevée à la Metropolitan Life Tower, juste au sud. Le bâtiment a remplacé la Madison Square Presbyterian Church (en), qui avait été conçue par Stanford White de McKim, Mead and White, et avait été achevée seulement 13 ans auparavant. Comme partie du Metropolitan Life Home Office Complex, il a été ajouté au Registre national des lieux historiques le 19 janvier 1996.

## Historique

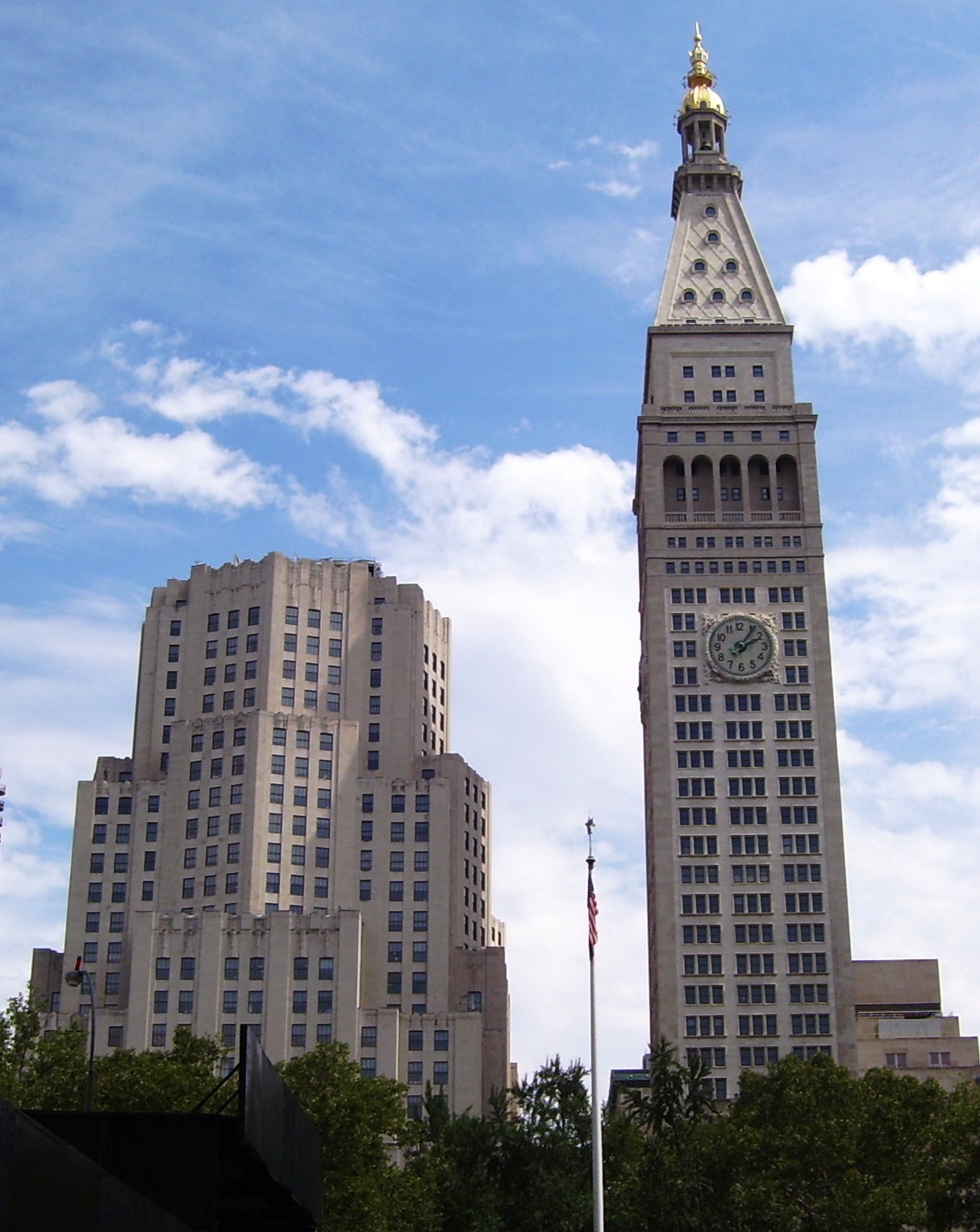
Le North Building et la Met Life Tower vus de West 24th Street hors de la Cinquième Avenue, avec Madison Square Park au premier plan

Le North Building a été conçu dans les années 1920 par Harvey Wiley Corbett et D. Everett Waid comme un gratte-ciel de 100 étages qui aurait été le plus haut bâtiment du monde. Toutefois, en raison du krach de 1929 et le début de la Grande Dépression, la construction a été interrompue à l'étage 29 en 1933. Il y avait des spéculations quant à savoir si la Metropolitan Life avait vraiment l'intention de terminer les 100 étages, mais le bâtiment existant était évidemment construit pour être assez solide pour les supporter. Cependant, il n'y a pas de plans connus pour « terminer » le bâtiment. Les plans originaux incluaient une station du métro de New York. La station est maintenant située à un bloc au sud sur la 23e rue avec une entrée par la Metropolitan Life Tower au One Madison Avenue.
Le bâtiment, qui dispose de 200 000 m2 d'espace, a été construit en trois étapes, et a finalement été achevé en 1950. Il est terminé à l'extérieur avec du calcaire d'Alabama et du marbre, et du marbre dans les couloirs. Le bâtiment dispose de quatre entrées voûtés à ses coins, et son volume est atténué par de nombreux degrés et sa forme polygonale. Le bâtiment contient 30 ascenseurs, assez pour servir les 100 étages prévus à l'origine.
De 1994 à 1997, le bâtiment, qui a servi d'entrepôt des dossiers de Met Life, avait son intérieur redessiné par Haines Lundberg Waehler et l'extérieur rénové, pour un coût total de 300 millions $. Il est maintenant la propriété de Sapir Organization et est principalement occupé par le Crédit suisse, avec le restaurant du chef Daniel Humm (en) et de Will Guidara (en) Eleven Madison Park (en) occupant un espace commercial au niveau de la rue sur Madison Avenue.

## Galerie

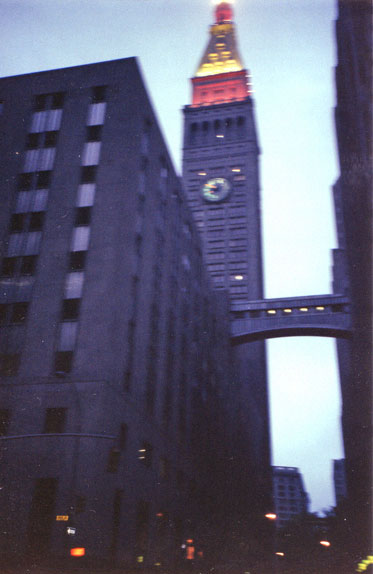
La passerelle entre le North Building et la Met Life Tower
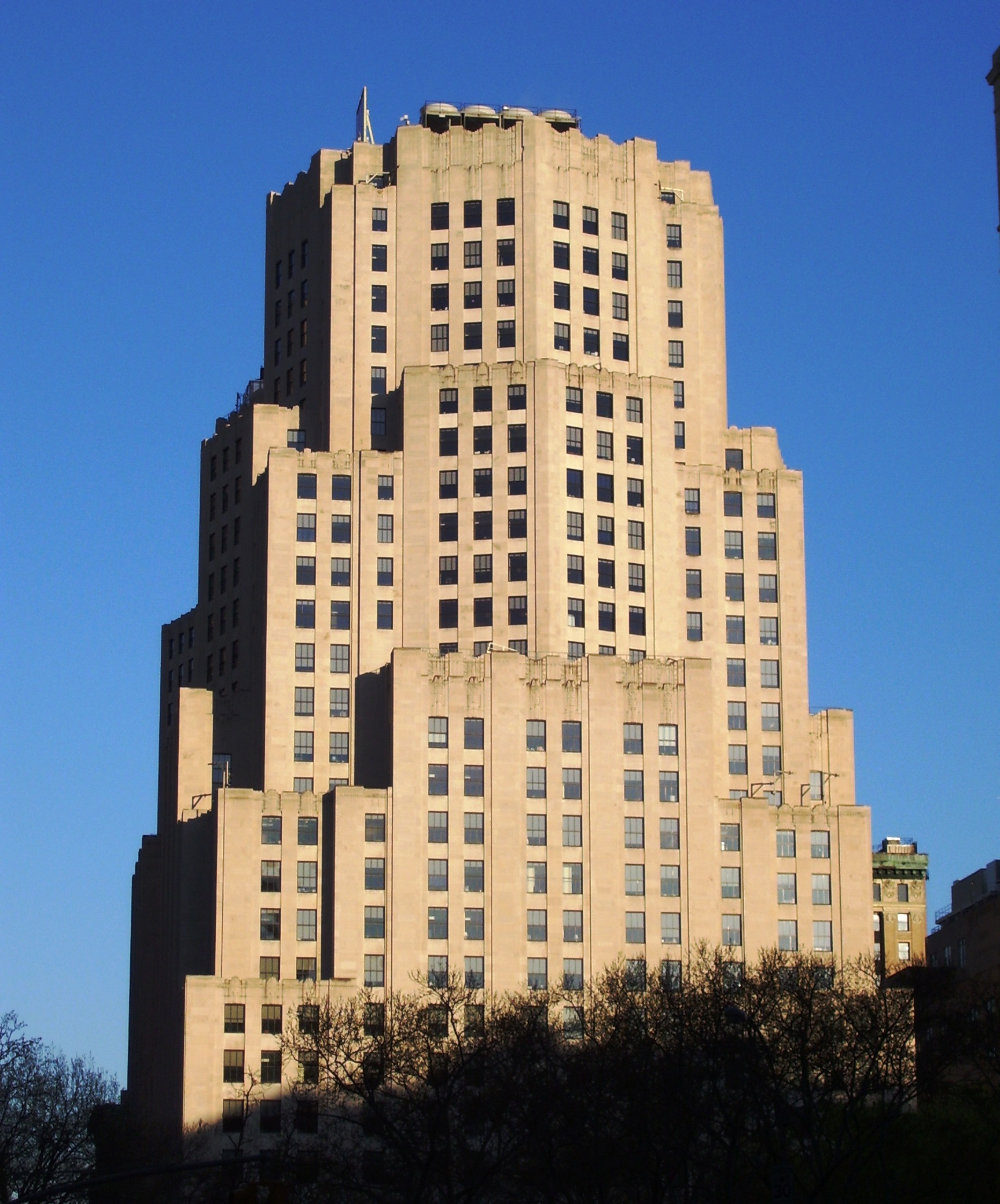
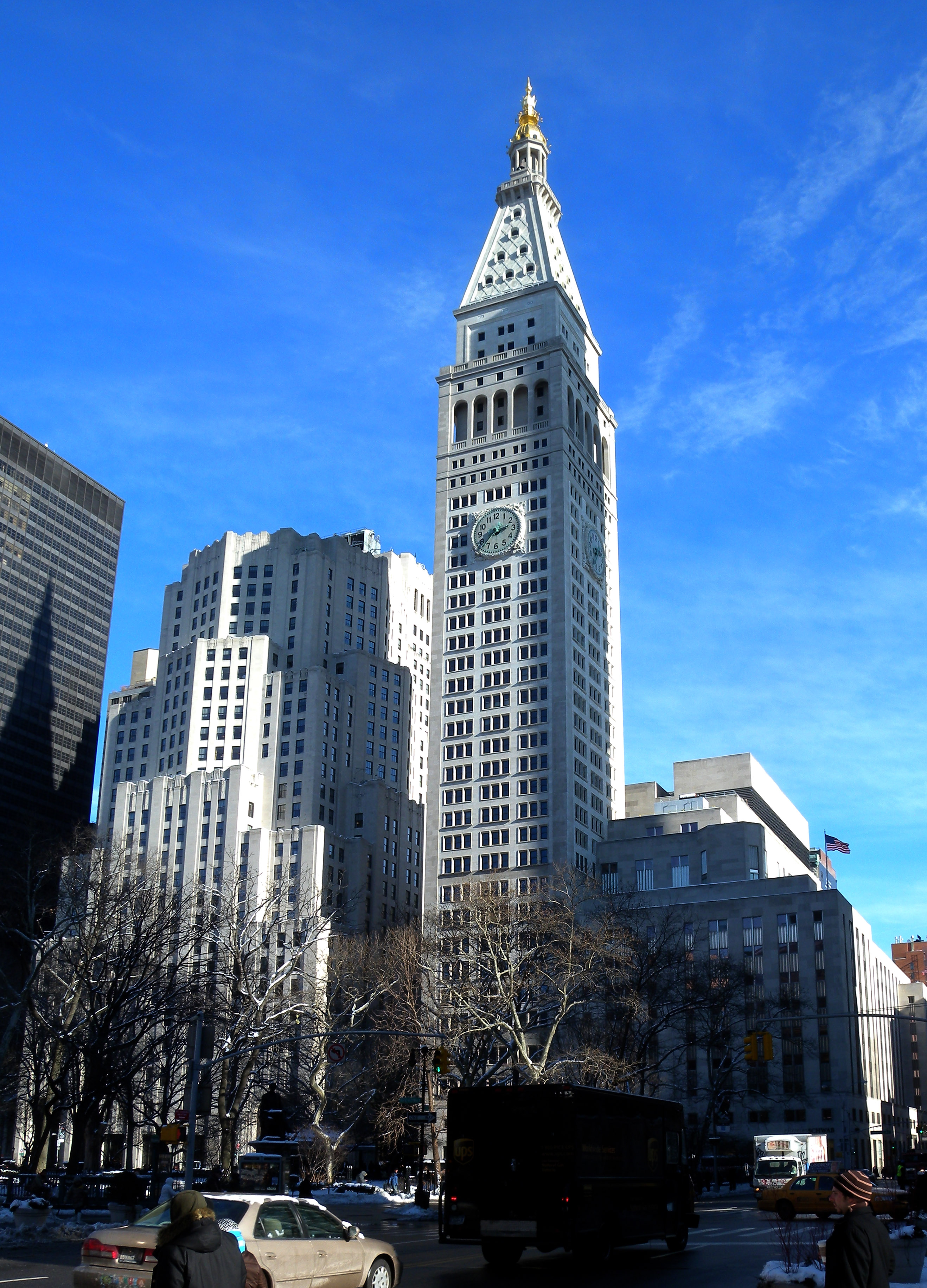

## Dans la culture populaire
- En 1981, le thriller L'Œil du témoin utilise le hall de l'immeuble comme endroit où le personnage Daryll Deever, interprété par William Hurt était employé comme concierge, et où l'assassinat brutal qui commence le film se déroule. D'autres scènes du film ont été tournées ainsi[4].
- Martin Scorsese a utilisé le bâtiment comme localisation du bureau de Paul Hackett, interprété par Griffin Dunne dans le film After Hours (1985)[4].
- Radio Days (1986) de Woody Allen utilise la tour pour représenter l'immeuble où sont situés les bureaux d'un réseau de diffusion[4].
- L'album The Great Adventures of Slick Rick (1998) de Slick Rick comporte une photo du bâtiment sur sa couverture.
- Dans le film L'Agence (2011), le hall de l'immeuble est utilisé comme un cadre pour certaines scènes.